# Ротенбург (Верхняя Лужица)
Ротенбург (нем. Rothenburg/O.L., верхнелуж. Rózbork, пол. Rozbork или Różbark) — город в Германии, в земле Саксония. Подчиняется административному округу Дрезден. Входит в состав района Гёрлиц. Подчиняется управлению Ротенбург/О.Ль.. Население составляет 5214 человек (на 31 декабря 2010 года). Занимает площадь 72,28 км². Официальный код района — 14 2 84 350.
Коммуна подразделяется на 7 городских округов.